# Simon Schwendener
Simon Schwendener (Buchs, 10 de fevereiro de 1829 – Berlim, 27 de maio de 1919) foi um botânico suíço.

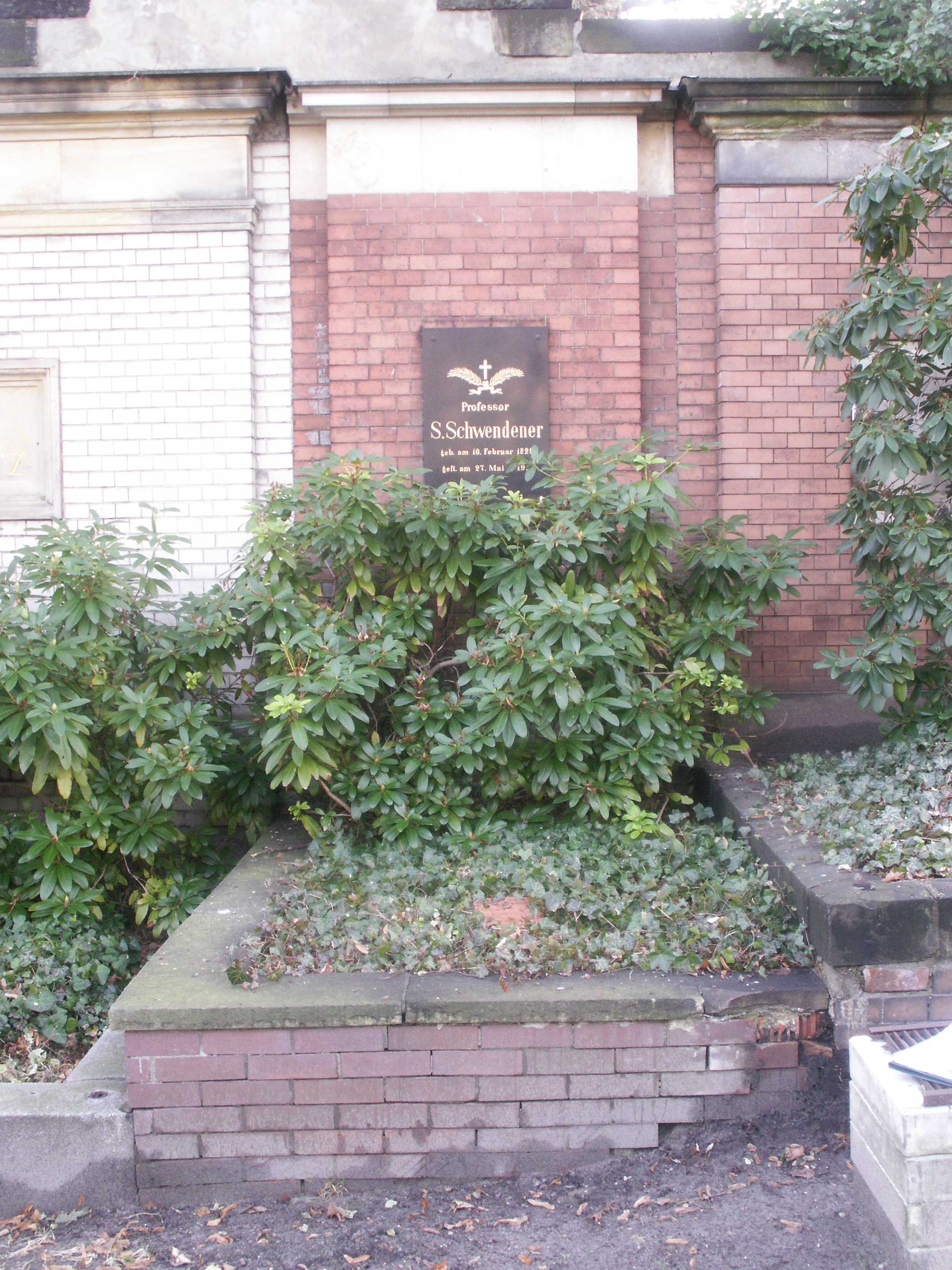
Sepultur de Simon Schwendener no Alter St.-Matthäus-Kirchhof Berlin

## Publicações selecionadas
- (1856): Ueber die periodischen Erscheinungen der Natur, insbesondere der Pflanzenwelt: nach den von der allgemeinen schweizerischen Gesellschaft für die gesammten  Naturwissenschaften veranlassten Beobachtungen.
- (1860): Ueber den angeblichen Protothallus der Krustenflechten.
- (1867): Das Mikroskop: Theorie und Anwendung desselben. com Karl Wilhelm von Nägeli
- (1869): Die Algentypen der Flechtengoniden.
- (1872): Aus der Geschichte der Culturpflanzen.
- (1874): Das mechanische Princip im anatomischen Bau der Monocotylen.
- (1878): Mechanische Theorie der Blattstellungen.
- (1881): Über Spiralstellungen bei Florideen.
- (1881): Über die durch Wachsthum bedingte Verschiebung kleinster Theilchen in trajectorischen Curven.
- (1882): Über Bau und Mechanik der Spaltöffnungen.
- (1882): Über das Winden der Pflanzen.
- (1882): Über das Scheitelwachsthum der Phanerogamen-Wurzeln.
- (1883): Die Schutzscheiden und ihre Verstärkungen.
- (1883): Zur Theorie der Blattstellungen.
- (1885): Einige Beobachtungen an Milchsaftgefässen.
- (1885): Über Scheitelwachsthum und Blattstellungen.
- (1886): Untersuchungen über das Saftsteigen.
- (1889): Die Spaltöffnungen der Gramineen und Cyperaceen.
- (1892): Untersuchungen über die Orientirungstorsionen der Blätter und Blüthen.
- (1892): Kritik der neuesten Untersuchungen über das Saftsteigen. Sitzungsberichte der Königlich-Preußische Akademie der Wissenschaften, 2. Band, p. 911–946.
- (1896): Das Wassergewebe im Gelenkpolster der Marantaceen.
- (1899): Über den Öffnungsmechanismus der Antheren.